# Freiburger Bächle

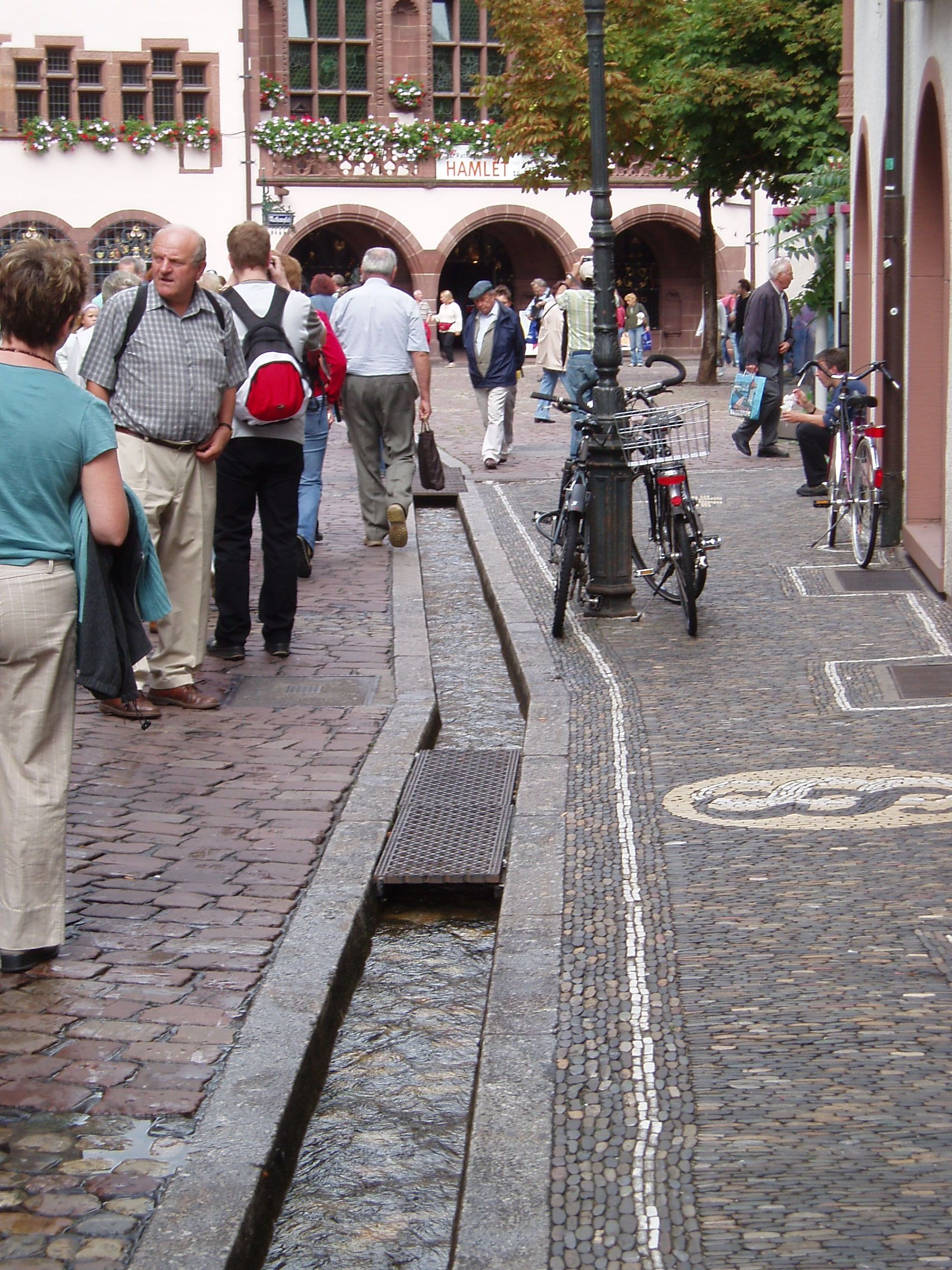
Freiburger Bächle

De Freiburger Bächle zijn smalle met stromend water gevulde goten in de straten van de Duitse stad Freiburg im Breisgau. Ze worden gevoed door water van de rivier de Dreisam en lopen door een groot gedeelte van de straten in de oude binnenstad. Het is een van de bekendste bezienswaardigheden in Freiburg. Het woord bächle komt van het Duitse woord bach dat beek betekent.

## Geschiedenis
Hoe oud de beekjes precies zijn is niet duidelijk, maar er wordt voor het eerst melding van gemaakt in de 13e eeuw. Ze werden in het verleden gebruikt als watervoorziening van de stadsbewoners, bijvoorbeeld voor het blussen van stadsbranden. In de 19e eeuw vond men dat de Bächle hadden afgedaan en werden de meeste voorzien van ijzeren platen. Ook werden ze gezien als potentieel gevaar voor het verkeer, gezien hun ligging in het midden van de weg. Veel bächle werden daarom verplaatst naar de straatkant.
In 1973 werd de binnenstad van Freiburg autovrij. Daardoor lagen de bächle niet meer in de weg en is het een toeristische attractie die vooral geliefd is bij kinderen.

## Trivia
- Een lokaal bijgeloof wil dat wie per ongeluk in een bächle stapt, zal trouwen met een Freiburger.